# Saison 2010-2011 de l'ASVEL
L'ASVEL a connu une saison 2009-2010 très difficile avec notamment une non-qualification pour les playoffs de Pro A, l'équipe n'a jamais réussi à se mettre en place. Seul rayon de soleil pendant cette saison la victoire de la Semaine des As sur son parquet à l'Astroballe.

## Effectif
Entraîneur :  Nordine Ghrib
Assistants :  Pierre Tavano
| Numéro | Nom                  | Né en | Taille | Nationalité | Poste |
| 7      | Clifford Hammonds    | 1985  | 1,93   | États-Unis  | 1     |
| 9      | Léo Westermann       | 1992  | 1,98   | France      | 1     |
| 6      | Paul Lacombe         | 1990  | 1,95   | France      | 2-1   |
| 20     | Edwin Jackson        | 1989  | 1,90   | France      | 2     |
| 12     | Matt Walsh           | 1982  | 1,97   | États-Unis  | 2     |
| 17     | Laurent Foirest      | 1973  | 1,97   | France      | 3     |
| 15     | Mickaël Gelabale (C) | 1983  | 2,02   | France      | 3     |
| 5      | Davon Jefferson      | 1986  | 2,04   | États-Unis  | 4     |
| 14     | Kim Tillie           | 1988  | 2,10   | France      | 4     |
| 21     | Pops Mensah-Bonsu    | 1983  | 2.06   | Royaume-Uni | 5-4   |
| 10     | Bangaly Fofana       | 1989  | 2,13   | France      | 5     |

## Transferts 2010-2011

### Arrivées
- Andrija Zizic
- Kim Tillie
- Davon Jefferson
- Mickaël Gelabale
- Ángel Daniel Vassallo
- Edwin Jackson
- Léo Westermann
- Clifford Hammonds

### Départs
- Mindaugas Lukauskis
- Kristjan Kangur
- Thomas Heurtel
- Aymeric Jeanneau
- Benjamin Dewar
- Ali Traoré
- Eric Campbell
- Curtis Borchardt
- TJ Parker
- Rawle Marshall